# A-Pressen
 For alternative betydninger, se A-Pressen (flertydig). (Se også artikler, som begynder med A-Pressen)
A-Pressen A/S, også kendt som Fagbevægelsens Presse, grundlagt 1876, er en medievirksomhed, der ejes af den danske fagbevægelse. A-pressen udgav tidligere en række aviser af socialdemokratisk observans. I dag driver A-pressen primært nyhedstjenester. A-pressen udgjorde tidligere en væsentlig søjle i det, der blev kaldt partipressen.
A-pressen blev grundlagt af en gruppe fagforeninger i København, der drev virksomheden frem til 1960. I slutningen af 1876 tog Louis Pio til Hamborg for at købe trykkemaskiner til arbejderbevægelsen. Jaquette Liljencrantz og flere fagforeninger bidrog økonomisk til etableringen af trykkeriet, der kom til at hedde Centraltrykkeriet og lå i Ravnsborggade 18 på Nørrebro i København. Dermed var A-pressen en realitet. 
I 1960 blev navnet ændret til Den Socialdemokratiske Presse og ejerkredsen udvidet til at omfatte alle LO's medlemsforbund. LO's forbund havde bidraget til A-pressen siden 1942. Navnet ændredes til A-pressen i 1972. A-pressens største dagblade var københavnske Social-Demokraten (fra 1959 Aktuelt) og Demokraten, der blev udgivet i Århus. Udover de to store dagblade udgav A-pressen en række mindre lokale aviser, blandt andet:
- Ny Tid i Nordjylland,
- Amts-bladet i Holstebro, Herning og Skive,
- Aften-Posten i Silkeborg,
- Vestjyden,
- Frit Folk i Kolding, Fredericia og Vejle,
- Sjællands-Posten,
- Dagbladet Fyn,
- Bornholmeren,
- Ny Dag på Lolland-Falster,
- Sosialurin på Færøerne og
- Kamikken på Grønland

Alle startede de lokalt som Social-Demokraten og overgik i løbet af 1950'erne og 1960'erne til lokaludgaver af Aktuelt, før de fleste blev lukket omkring 1970, hvorefter de kun udkom som lokaltillæg til hovedavisen Aktuelt.
Oplaget faldt drastisk i 1960'erne og 1970'erne. I 1987 forsøgte A-pressen sig med en relancering af Aktuelt som Det Fri Aktuelt, hvilket ikke vendte den dårlige udvikling. De sidste provinsblade, Bornholmeren og Ny Dag i Nakskov, gik ind i 1994. Samtidig satsede LO mere på elektroniske medier og nyhedstjenesten Netredaktionen, der leverer stof til lokalradioer. Aktuelt udkom for sidste gang i 2001.
Den eneste af de nævnte aviser, der stadig udkommer, er Sosialurin på Færøerne, der her er den andenstørste avis. Avisen blev i 2006 opkøbt af avisens ansatte.
I dag ejer LO 80 procent af A-pressen. Siden 2005 har A-presen ejet 30% af gratisavisen metroXpress. I 2007 købte A-pressen mediesitet MediaWatch.dk og nyhedsbureauet Newspaq. Desuden ejer A-pressen helt eller delvist flere medievirksomheder bl.a. ungdomsmagasinet Tjeck, internetavisen Avisen.dk, læringsvirksomheden Semandus, reklamebureauet Uberkant samt 49% af reklamebureauet Vermø. Majoriteten af aktierne i MediaWatch.dk blev senere frasolgt til JP/Politikens Hus, således at A-Pressen kun ejede 40 procent, og i 2012 blev også de resterende 40 procent solgt til JP/Politikens Hus. Samtidig blev Newspaq solgt til Ritzau.
Administrerende direktør er Claus Skovhøj Olsen.